# جوناثان آسب
جوناثان آسب (بالسويدية: Jonathan Asp)‏ هو لاعب كرة قدم سويدي في مركز الوسط، ولد في 6 مايو 1990 في مالمو في السويد. شارك مع منتخب السويد تحت 17 سنة لكرة القدم ومنتخب السويد تحت 19 سنة لكرة القدم ومنتخب السويد تحت 21 سنة لكرة القدم. أما مع النوادي، فقد لعب مع أتفدابيرجس.

## وصلات خارجية
- جوناثان آسب على موقع اتحاد السويد (السويدية)
- جوناثان آسب على موقع قاعدة بيانات كرة القدم.إي يو (الإنجليزية)
- جوناثان آسب على موقع Soccerway.com (الإنجليزية)
- جوناثان آسب على موقع عالم كرة القدم.نت (الإنجليزية)